# Jan Grebenc
Jan Grebenc (* 18. August 1992 in Ljubljana) ist ein slowenischer Handballspieler.

## Karriere

### Verein
Jan Grebenc lernte das Handballspielen bei RD Riko Ribnica, für den er in der Saison 2011/12 in der ersten slowenischen Liga debütierte. Mit Ribnica nahm er am EHF-Pokal 2016/17 teil. In der Saison 2017/18 spielte der Rückraumspieler für den Ligarivalen RK Gorenje Velenje, mit dem er an der EHF Champions League teilnahm. Die Saison 2018/19 verbrachte er in Dänemark beim dänischen Meister Skjern Håndbold, mit dem er erneut in der Königsklasse spielte. 2019 kehrte er nach Slowenien zurück und unterschrieb beim Rekordmeister RK Celje Pivovarna Laško, mit dem er 2019 den Supercup und 2020 die Meisterschaft gewann.
In der Saison 2021/22 stand er bei GWD Minden in der deutschen Bundesliga unter Vertrag. Danach wechselte er zu seinem Jugendverein RD Riko Ribnica. Seit 2023 spielt er für RD Slovan. Mit dem Klub aus Ljubljana gewann er 2025 die slowenische Meisterschaft.

### Nationalmannschaft
Mit der slowenischen Nationalmannschaft gewann Grebenc bei der Weltmeisterschaft 2017 die Bronzemedaille. Bei der Europameisterschaft 2018 belegte er mit Slowenien den achten Platz.
Bisher bestritt er 17 Länderspiele, in denen er 26 Tore erzielte.